# Always Accountable
"Always Accountable" là tập thứ sáu trong Phần 6 của series phim truyền hình The Walking Dead. Tập phim được phát sóng trên kênh AMC của Mỹ vào ngày 15 tháng 11 năm 2015.
 Khi phát sóng tại Mỹ, tập phim đã được 12,871 triệu người xem trong đó có 6,5 triệu người từ 18-49 tuổi.

## Nội dung tập
Sau khi vượt qua cột mốc 20 dặm trong nhiệm vụ dụ bầy xác sống khổng lồ ở mỏ đá tránh xa Alexandria, nhóm của Daryl, Abraham và Sasha bắt đầu lên đường trở về nhà. Đúng lúc đó, họ bất ngờ bị tấn công từ phía sau bởi một nhóm những kẻ có súng. Một số chúng đứng ven đường, số khác trên ô tô đuổi theo sau họ. Trong lúc đang chạy trốn, Daryl bị ngã xe và bị tách khỏi hai người còn lại.
Chạy thêm được một đoạn, xe của Abraham và Sasha cũng bị hỏng do gặp tai nạn. Họ liền dùng súng xả liên tục vào xe của hai kẻ đuổi theo họ và giết chết chúng. Sau khi đã hạ được chúng, họ vội vàng rời khỏi khi nghe thấy có tiếng xe khác đang lại gần.
Daryl cũng đã trốn được những kẻ đuổi theo mình. Anh lao chiếc mô tô vào sâu trong rừng được một đoạn rồi tắt máy xuống xe dắt bộ. Anh dùng bộ đàm cố liên lạc với hai người còn lại nhưng không thấy trả lời. Trong lúc đang xem xét vết thương trên tay, Daryl nghe thấy có tiếng động gần đó. Anh cẩn thận giấu chiếc mô tô của mình sau một lùm cây rồi đi về phía âm thanh vừa phát ra để kiểm tra. Daryl phát hiện ra hai cô gái - Sherry và Tina đang giơ tay đầu hàng khi nhìn thấy mình. Đúng lúc đó từ phía sau, một người đàn ông bất ngờ xông tới đánh Daryl bất tỉnh và trói tay anh lại.
Trong lúc đang mê man, Daryl loáng thoáng nhìn thấy ba người này đang lục lọi đồ của anh. Người đàn ông tên Dwight kia cho rằng Daryl chính là người thuộc nhóm những kẻ đang đuổi theo nhóm anh ta (Đồng thời cũng là nhóm đã tấn công Daryl, Abraham và Sasha trên đường).
Sáng hôm sau, Daryl tỉnh dậy thì thấy Dwight đang chĩa súng vào mặt mình. Anh nói rằng anh không phải là người như họ nghĩ, nhưng Dwight tỏ vẻ không tin. Họ bắt Daryl phải đi theo mình. Dwight nói rằng họ sẽ không quay trở lại trở cộng đồng mà họ đã trốn khỏi nữa.
Trong lúc di chuyển, Dwight nói rằng họ sẽ đi tìm "Patty" - chiếc xe của họ. Anh ta kể về việc vào thời kỳ đầu dịch bệnh mới bùng phát, mình cùng với vợ là Sherry đã đốt cháy hết một khoảng rừng lớn để tiêu diệt đám xác sống ở đây. Nhóm anh ta đã từng tham gia vào một cộng đồng và suy nghĩ đơn giản rằng họ sẽ gây dựng lại cuộc sống văn minh trước đây. Tuy nhiên, cộng đồng đó không như họ tưởng và ngày càng trở nên tệ đi. Đó chính là lý do khiến họ bỏ trốn. Daryl cố giải thích rằng anh không phải là một trong những kẻ truy đuổi họ và nói rằng anh có thể đưa họ về nơi mình sống. Tuy nhiên một lần nữa, Dwight vẫn không tin tưởng lời Daryl nói.
Khi đến được địa điểm là một khu đậu xe, Dwight ngỡ ngàng khi không thấy chiếc xe "Patty" của mình đâu nữa. Đúng lúc đó, Tina bỗng nhiên ngất xỉu. Chớp lấy cơ hội, Daryl cướp lấy chiếc túi của những người này (có chứa bộ đàm và chiếc nỏ của anh) và bỏ chạy.
Sau khi đã chạy được đến một chỗ an toàn, Daryl tự cởi dây trói tay và lấy bộ đàm thử liên lạc với Abraham và Sasha một lần nữa. Vẫn không nhận được tín hiệu hồi đáp, anh lấy chiếc nỏ của mình ra và bắn chết một xác sống đang tiến về phía mình. Khi nhìn thấy một hộp insulin bên trong chiếc túi của những người kia, Daryl tỏ vẻ đắn đo khi nhận ra cô gái ngất xỉu lúc nãy là Tina bị mắc bệnh tiểu đường và có thể cần đến chiếc hộp này.
Trong khi đó, Abraham và Sasha nhận ra rằng những kẻ tấn công họ lúc nãy có thể đang mai phục một ai đó và tấn công nhầm họ. Sasha cho rằng Daryl sớm muộn cũng sẽ quay lại tìm họ, và cách tốt nhất để tìm được một người chuyên lần theo dấu vết chính là để anh ta tự tìm mình.
Hai người họ đi đến một thị trấn bỏ hoang và quyết định sẽ ở lại đây đợi Daryl. Sasha viết chữ "DIXON" lên cánh cửa của một tòa nhà làm ám hiệu cho Daryl. Abraham định tiến đến giết chết một xác sống ở phía xa nhưng bị Sasha ngăn lại. Cô cho rằng không nên để cho những kẻ đã tấn công họ lúc nãy thấy được dấu hiệu cho thấy họ đang ở đây.
Vào bên trong, Sasha ngồi trong một căn phòng được ngăn cách với một căn phòng khác phía đối diện bởi một lớp kính trong suốt. Thấy người, một con walker bị nhốt trong căn phòng đối diện kia lao tới liên tục đập tay lên kính. Sasha hỏi rằng Abraham muốn ngủ hay đứng nhìn con walker, và Abraham lựa chọn việc thức đi tìm đồ lặt vặt xung quanh.
Abraham nói rằng anh thực sự rất muốn "xử" con walker kia, nhưng Sasha nói rằng đã đến lúc anh nên ngừng việc liều lĩnh lại và tiết chế bản thân. Cô bảo rằng anh vẫn luôn có sự lựa chọn, và bản thân anh phải có trách nhiệm với những gì liên quan đến mình. Tuy vậy, Abraham vẫn tỏ vẻ không đồng tình với những gì Sasha nói. Anh quyết định sẽ thức trắng đêm đó để canh gác.
Trong rừng, Daryl cầm nỏ tiến lại gần ba người kia. Anh yêu cầu Dwight hạ súng xuống và đưa nó cho mình, đồng thời bảo Dwight đánh đổi bất kỳ vật gì anh ta có để lấy lại chiếc túi chứa insulin. Dwight liền đưa một tượng gỗ nhỏ mà anh ta vừa khắc xong đêm qua. Đúng lúc Daryl định bỏ đi và mặc kệ họ, có tiếng xe tiến lại gần, khiến anh phải núp sau một thân cây. Một vài người đàn ông bước ra từ trong xe. Kẻ cầm đầu tên Wade yêu cầu nhóm Dwight đầu hàng và quay trở lại nơi họ đã bỏ trốn. Daryl liền dẫn ba người đứng cùng bỏ trốn vào rừng. Anh trả lại súng cho Dwight tự vệ rồi cố tình gây tiếng động dụ Cam - một thành viên trong nhóm của Wade tiến đến và bị cắn vào tay bởi một con walker bị mắc kẹt giữa tảng đá. Wade vội vàng chạy tới chặt tay Cam rồi cùng nhau rút khỏi.
Sáng hôm sau, Abraham phát hiện ra một chiếc xe quân đội bỏ hoang có chứa nhiều đạn của súng phóng lựu và một hộp xì gà trên một cây cầu. Anh nhìn thấy một xác sống (từng là một binh sĩ) đang bị treo lủng lẳng trên một hàng rảo đổ ngang qua thành cầu. Trên người con walker có đeo khẩu súng phóng lựu có thể sử dụng với những viên đạn anh vừa tìm được. Abraham liền liều lĩnh trèo lên hàng rào, mặt đối mặt với con walker để cố lấy khẩu súng. Tuy nhiên, anh đã không thành công. Abraham đành leo xuống và quay trở lại chỗ cũ hút một điều xì gà để thư giãn. Đúng lúc đó, con walker do cựa quậy quá nhiều đã bị rơi xuống tan xác bên dưới, để lại mình khẩu súng bị vướng dây đeo vào hàng rào. Chứng kiến sự việc, Abraham bỗng ngẫm ra được điều gì đó.
Quay trở về chỗ cũ và khoe những chiến lợi phẩm mà mình vừa thu được, Abraham nói rằng Sasha đã đúng về việc khuyên anh đừng nên liều lĩnh nữa. Anh bày tỏ sự cảm kích vì cô đã giúp mình gạt bỏ
được những suy nghĩ tiêu cực trong đầu và thổ lộ rằng mình muốn "biết nhiều hơn nữa về Sasha. Sasha liền hỏi lại: "Điều gì khiến anh nghĩ rằng tôi thích như vậy?" và Abraham đáp rằng: "Một người đàn ông có thể thấy được điều đó". Sasha mỉm cười nhưng quay mặt đi và nói: "Anh vẫn còn việc khác để lo đấy".
Trong khi đó, Daryl vẫn đang đi cùng những người kia. Anh được Dwight kể sơ qua về cộng đồng mà ba người họ đang bỏ trốn khỏi. Khi đi ngang qua một nhà kính đã bị thiêu rụi, Tina bỗng phát hiện ra những xác chết trong đó là hai người mình từng quen. Cô ấy tiến lại gần và cắm hoa bên cạnh những thi thể để bày tỏ lòng thương tiếc. Tuy nhiên, những xác chết này bất ngờ mở mắt và tóm lấy chân Tina. Khiến cô ấy ngã xuống và bị cắn vào cổ. Daryl liền lao tới và đâm chết hai xác sống đó.
Lát sau, Daryl và Dwight đào hố chôn cất cho Tina và cả hai xác sống kia. Daryl liền đặt ra 3 câu hỏi cho Dwight mà trước giờ nhóm Rick vẫn hỏi những người ngoài nhóm để kiểm tra độ tin tưởng ở họ. Cảm thấy hài lòng trước những câu trả lời của Dwight, Daryl liền mời vợ chồng anh ta gia nhập Alexandria. Tuy nhiên khi quay trở lại chỗ Daryl đã giấu chiếc mô tô của mình, cảm thấy ngờ vực khi Daryl thậm chí còn không biết những người đi cùng mình đang ở đâu, Dwight đã chĩa súng vào người Daryl, ép anh giao nạp nỏ cũng như chiếc mô tô cho hai người họ. Họ nói rằng: "Chúng tôi rất tiếc" và Daryl đáp lại: "Rồi hai người sẽ cảm thấy vậy". Dwight và Sherry leo lên chiếc mô tô rồi phóng khỏi.
Còn lại một mình, Daryl buộc phải đi tìm phương tiện di chuyển khác. Anh tìm thấy chiếc xe "Patty" mà chính nhóm của Dwight đã đi tìm trước đó rồi dùng nó để đi tìm Abraham và Sasha. Sau khi đã đoàn tụ được với hai người cùng nhóm, họ bắt đầu lên đường trở về Alexandria. Trong lúc đang về, Daryl dùng bộ đàm thử liên lạc với Rick đang ở nhà. Đáp lại anh là giọng nói của một ai đó bị ngắt quãng bởi tín hiệu sóng. Daryl liền bảo người đó nhắc lại một lần nữa. Và từ đầu dây bên kia, một giọng nói vang lên: "Cứu với".

## Diễn viên

### Diễn viên chính
- Andrew Lincoln vai Rick Grimes*
- Norman Reedus vai Daryl Dixon
- Lauren Cohan vai Maggie Greene*
- Chandler Riggs vai Carl Grimes*
- Danai Gurira vai Michonne*
- Melissa McBride vai Carol Peletier*
- Michael Cudlitz vai Abraham Ford
- Lennie James vai Morgan Jones*
- Sonequa Martin-Green vai Sasha Williams
- Josh McDermitt vai Eugene Porter**
- Christian Serratos vai Rosita Espinosa*
- Alanna Masterson vai Tara Chambler*
- Seth Gilliam vai Gabriel Stokes*
- Alexandra Breckenridge vai Jessie Anderson*
- Ross Marquand vai Aaron*
- Austin Nichols vai Spencer Monroe*
- Tovah Feldshuh vai Deanna Monroe*

### Diễn viên định kỳ
Austin Amelio vai Dwight
- Christine Evangelista vai Sherry

*Không xuất hiện trong tập này
**Chỉ có mình giọng nói

### Các diễn viên phụ khác
- Darin Cooper vai Wade
- Matt Lowe vai Cam
- Liz E. Morgan vai Tina

## Cái chết trong tập
- 2 thành viên của The Saviors
- Tina
- Carla (Sau khi biến đổi)
- Delly (Sau khi biến đổi)

## Đánh giá
"Always Accountable" nhận được phản hồi tốt từ giới phê bình, với hầu hết lời khen dành cho quá trình khai thác tâm lý hai nhân vật Abraham & Sasha, cũng như việc giới thiệu một mối đe dọa mới trong phim. Trang Rotten Tomatoes có 87% trong số 23 bài đánh giá về tập phim mang tính tích cực và nhận xét ngắn gọn đưa ra là: "Đối với một tập phim dùng để lấp khoảng thời gian thừa trong The Walking Dead, "Always Accountable" đã khiến khán giả hào hứng bằng một cái kết lửng cuối tập". Matt Fowler từ trang IGN cho tập phim số điểm 7.3 trên 10. Zack Handlen của trang The A.V. Club cho tập phim điểm B+ (trên thang điểm từ F đến A). Tuy nhiên bên cạnh đó thì còn có một số nhận xét tiêu cực về việc giới thiệu nhân vật Dwight trong phim. Một số người đã đọc qua truyện tranh cho rằng tạo hình của nhân vật này chưa thực sự hay như phiên bản gốc trong truyện.

## Bên lề
- Lần đầu tiên xuất hiện của: Dwight, Sherry, Tina, Wade, Cam
- Tên của tập phim đến từ đoạn hội thoại giữa Sasha và Abraham, khi Sasha bảo Abraham phải "Luôn có trách nhiệm" ("Always Accountable") với những hành động của mình.
- Đây là tập thứ 11 trong toàn bộ series mà Rick Grimes không xuất hiện.
- Tập phim đánh dấu lần đầu xuất hiện của các thành viên nhóm The Saviors.
- Daryl hỏi Dwight 3 câu hỏi mà trước đây đã từng sử dụng nhiều lần bởi nhóm Rick để kiểm tra độ tin tưởng của một người trước khi cho phép họ gia nhập nhóm.
- Con walker mà Daryl giết trong rừng có một bông hoa hồng Cherokee trên người nó, đây là hình ảnh gợi lại việc Daryl từng tặng loài hoa này cho Carol trong tập 4 Phần 2 - "Cherokee Rose".
- Nhóm của Dwight dùng cụm từ "dead ones" để chỉ những xác sống. Đây là lần thứ 2 cụm từ này được sử dụng, nhân vật trước đó sử dụng từ này là Alex của Terminus.
- Trong cảnh ngã xe của Daryl, người đã đóng thế cho Norman Reedus chính là Dalton Simons, con trai của Monty Simons - nhà sản xuất chịu trách nhiệm các cảnh mạo hiểm trong phim.
- Câu nói "Self-awareness is a beautiful thing" mà Sasha nói với Abraham trong tập này cũng chính là câu mà Bob từng nói với Sasha trong tập 13 Phần 4 - "Alone".